# Maria Farandouri
Maria Farandouri, (transliteracija grčkim alfabetom napisanog Μαρία Φαραντούρη; druge moguće transliteracije: Maria Faranduri, Maria Pharantouri ili Maria Faranturi) jest grčka glazbenica i pjevačica.
Rođena je u Ateni 1948., u Grčkoj koja se pokušavala izvući iz rata, talijanske i njemačke okupacije te koja je proživljavala trenutke građanskoga rata koji će završiti 1949. godine. Točno u godini kada je rođena, jedan od najvećih grčkih pjesnika Angelos Sikelianos, pisao je pjesmu Koračnica duha, koju će 20 godina poslije uglazbiti Mikis Theodorakis i povjeriti glasu Marije Farandouri.

## Razdoblje diktature
Kao i za mnoge druge umjetnike, pisce, pjesnike i grčke intelektualce, 1967. označava godinu preokreta i izbjeglištva. Noć 21. travnja 1967. vojni puč, kasnije nazvan poručnički stavio je točku na demokratski režim i započeo razdoblje diktature koje će trajati do ljeta 1974. Jedan od značajnijih suvremenih grčkih pjensika Giannis Ritsos uhićen je i zatočen na ozloglašenom logoru na otoku Lerosu. Iste godine, Maria Farandouri bježi iz Grčke i započinje borbu protiv vojnoga režima održavajući tisuće koncerata u cijelome svijetu postajući time jedan od glasova Otpora. Koncerte održava u Centru Johna Kennedyja u Washingtonu, u Albert Hallu u Londonu, u Operhausu u Berlinu te u pariškoj Olympiji, jednom od hramova svjetske pjesme. 
Zaposlena u svakom pokretu za mir i razoružanje te protiv diktature, policijske i vojne represije, Maria pjeva zajedno s Miriam Makeba, Juliette Greco, Katalankom Marijom del Mar Bonet i Inti-Illimani.

## Theodorakisov glas
Umjetničko sparivanje Marije Farandouri i Mikisa Theodorakisa označava odlučujući trenutak u svjetskoj distribuciji grčke glazbe, naročito u razdoblju kada je i sam Theodorakis bio u izbjeglištvu. Maria Farandouri s pravom se smatra najautentičnijom interpretatoricom Theodorakisove glazbe, osobito svojim izvrsnim altovskim glasom, svojom apsolutnom melodijskom kvalitetom glasa te širokim rasponom glasa. Sve joj je to donijelo međunarodno priznanje. Na Theodorakisovu glazbu interpretirala je stihove iz zbirke Canto general Pabla Nerude (koji je bio prisutan na generalnim probama), Ciganskog romansera Federica Garcíje Lorce (pri čemu su Theodorakis i Farandouri surađivali s gitaristom svjetskog glasa Johnom Williamsom) te osobito Mauthausenove igre na stihove Iakovosa Kambanellisa surađujući s Izraelskim filharmonijskim orkestrom, kojim je dirigovao Zubin Mehta u Odeonu Iroda Atičkog u Ateni 1991.

## Maria Farandouri i drugi međunarodni umjetnici
Maria Farandouri interpretirala je i pjesme slavnoga skladatelja Manosa Hatzidakisa, kao što su Iracionalni, Melissanthijeva era i mnoge druge. Od Farandourinih albuma nakon diktature i njenoga povratka u Grčku (gdje je dočekana kao nacionalna heroina) značajne su Pjesme prosvjeda iz 1977., na kojem su se našle pjesme Zülfüa Livanellija, te album iz 1995. na kojem je bilo nekoliko pjesama Lucija Dalle.
1990. izvodi pjesme Caetana velosa, Miltona Nascimenta i mnogih drugih na aranžmane Lea Brouwera pritom surađujući s Mercedes Sosa. Višestruko nadarena, Maria je izvodila i elektronsku glazbu čuvenoga Vangelisa. Maria Farandouri prva je umjetnica koja nije Njemica pozvana da nastupa na Berliner Ensembleu, na kojem je pjevala pjesme Bertolda Brechta prevedene na grčki jezik.
Maria Farandouri bila je i zastupnica u grčkom parlamentu između 1989. i 1993. pri stranci PASOK (Socijalistički panhelenski pokret).